# عبد الله بن خطل
عبد الله بن خَطَلٍ الفِهْريُّ (اسمه قبل إسلامه: عبد العُزَّى بن خَطَل) (ت 8 هـ / 630 م) شاعر من مكة، قَدِم المدينة وأسلم، وصار من جامعي الصَّدَقات، لكنه غدَرَ بأحد المسلمين فقتله، ثم ارتدَّ عن الإسلام وفرَّ إلى مكة، وهجا النبيَّ ﷺ هجاء مُقذِعًا مؤذيًا، فأهدرَ دمَه. قُتل عند فتح مكة أو بعد فتحها، وهو أحدُ الأربعة الذين لم يُمنحوا الأمان.

## قصة ردَّته
قال الواقدي: «كان جُرم عبد الله بن خَطَل أنه أسلمَ وهاجر إلى المدينة، وبعثه رسولُ الله ﷺ ساعيًا [أي عاملًا على الصَّدَقات]، وبعث معه رجلًا من خُزاعة، فكان يصنع طعامَه ويخدُمُه، فنزلا في مَجْمَع، فأمرَه يصنع له طعامًا، ونام نصفَ النهار، فاستيقظ والخُزاعي نائم ولم يصنع له شيئًا، فاغتاظَ عليه، فضَربَه فلم يُقلِع عنه حتى قتله. 
فلمَّا قتله قال: والله ليقتُلَنِّي محمَّدٌ به إن جئتُه. فارتدَّ عن الإسلام، وساقَ ما أخذَ من الصَّدقة [من الإبل] وهرَبَ إلى مكة، فقال له أهلُ مكة: ما ردَّك إلينا؟ قال: لم أجد دِينًا خيرًا من دِينكم. فأقام على شِركه، وكانت له قَيْنتان، وكان يقول الشِّعرَ يهجو رسولَ الله ﷺ ويأمرُهما تغنِّيان به، ويدخلُ عليه وعلى قينتَيه المشركون فيشربون الخَمْر، وتغنِّي القينتان بذلك الهجاء».

## قصة قتله
روى النَّسائي من حديث سعد بن أبي وَقَّاص قال: «لمَّا كان يومُ فتح مكة أمَّنَ رسولُ الله ﷺ الناسَ، إلا أربعةَ نفَرٍ وامرأتين وقال: اقتُلوهم، وإن وجَدتُّموهم متعلِّقين بأستار الكعبة؛ عِكرمة بن أبي جَهل، وعبد الله بن خَطَل، ومَقِيس بن صُبابة، وعبد الله بن سَعد بن أبي السَّرْح.
فأمَّا عبدُ الله بن خَطَل فأُدرِكَ وهو متعلِّق بأستار الكعبة، فاستَبقَ إليه سعيد بن حُرَيث وعمَّار بن ياسر، فسبق سعيدٌ عمَّارًا، وكان أشبَّ الرجُلَين فقتله.
وأمَّا مَقِيسُ بن صُبابة فأدركه الناسُ في السوق فقتلوه. 
وأمَّا عِكرمةُ بن أبي جهل فركبَ البحر، فأصابتهُم عاصفٌ، فقال أصحابُ السفينة: أخلِصوا، فإن آلهتكم لا تُغني عنكم شيئًا هاهنا. فقال عِكرمة: والله لئِن لم يُنجِني من البحر إلا الإخلاص، لا يُنجيني في البَرِّ غيرُه، اللهمَّ إن لك عليَّ عهدًا، إن أنت عافيتَني ممَّا أنا فيه أن آتيَ محمَّدًا حتى أضعَ يدي في يده، فلأَجِدَنَّه عفُوًّا كريمًا، فجاء فأسلم. 
وأمَّا عبدُ الله بن سعد بن أبي السَّرْح، فإنه اختبأ عند عثمانَ بن عفَّان، فلمَّا دعا رسولُ الله ﷺ الناسَ إلى البيعة، جاء به حتى أوقفَه على النبيِّ، قال: يا رسولَ الله، بايِعْ عبدَ الله، قال: فرفعَ رأسَه فنظر إليه ثلاثًا، كلُّ ذلك يأبى، فبايعَه بعد ثلاث، ثم أقبل على أصحابه فقال: أما كان فيكم رجلٌ رشيد يقوم إلى هذا حيثُ رآني كفَفتُ يدي عن بيعته فيقتله، فقالوا: وما يُدرينا يا رسولَ الله ما في نفسك، هلَّا أومَأتَ إلينا بعينك؟ قال: إنه لا ينبغي لنبيٍّ أن يكونَ له خائنةُ أعيُن».
قال الواقدي: «وأقبل ابنُ خَطَل جائيًا من مكة، مُدجَّجًا في الحديد، على فرسٍ ذَنُوب، بيده قَناة (رُمح)... ثم خرجَ حتى انتهى إلى الخَنْدَمَة، فرأى خيلَ المسلمين ورأى القتال، ودخلَه الرُّعبُ حتى ما يستمسِكُ من الرِّعْدة، حتى انتهى إلى الكعبة فنزل عن فرسه، وطرحَ سلاحه، فأتى البيتَ فدخل بين أستاره».
وروى البخاري ومسلم من حديث أنس بن مالك: أن رسول الله ﷺ «دخل عامَ الفتح وعلى رأسه المِغْفَر، فلمَّا نزَعَه جاء رجلٌ فقال: إن ابنَ خَطَل متعلِّقٌ بأستار الكعبة، فقال: اقتُلوه».

## وصلات خارجية
- قصة ابن خطل و قتله وهو متعلق بأستار الكعبة - العلامة صالح الفوزان حفظه الله
- لماذا أمر النبي صلى الله عليه وسلم بقتل ابن خطل برغم تعلقه بأستار الكعبة ؟| الشيخ متولي البراجيلي
- قصة ابن خطل وتعلقه بأستار الكعبة وإهدار النبي صلى الله عليه وسلم لدمه - الشيخ عبد الرزاق البدر
- لماذا لم يعف النبي صلى الله عليه وسلم عن ابن خطل يوم فتح مكة - الشيخ حسن الحسيني